# Lanne-en-Barétous
Lanne-en-Barétous település Franciaországban, Pyrénées-Atlantiques megyében. Lakosainak száma 479 fő (2022. január 1.). Lanne-en-Barétous Aramits, Arette, Barcus, Haux, Montory és Sainte-Engrâce községekkel határos.

## Népesség
A település népességének változása:
| Lakosok száma | 486  | 485  | 499  | 494  | 494  | 493  | 489  | 487  | 479  |
|               | 2013 | 2015 | 2016 | 2017 | 2018 | 2019 | 2020 | 2021 | 2022 |